# 金喬
42°28′15″S 73°29′30″W / 42.47083°S 73.49167°W

金喬（西班牙語：Quinchao），是智利的城鎮，位於該國中南部湖大區的奇洛埃省，面積160.7平方公里，海拔高度4米，2000年聯合國教科文組織把16座教堂列入世界遺產名錄，2012年人口7,965人，人口密度每平方公里50人。